# 6697 Celentano
6697 Celentano è un asteroide della fascia principale. Scoperto nel 1987, presenta un'orbita caratterizzata da un semiasse maggiore pari a 3,2270757 UA e da un'eccentricità di 0,0643582, inclinata di 11,58654° rispetto all'eclittica.

## Curiosità
L'asteroide è dedicato al cantante italiano Adriano Celentano.